# 사장님이 보고 있다
《사장님이 보고 있다》는 2016년 2월 6일에 SBS에서 방송한 파일럿 프로그램인데 여러 창작자들이 새로운 시도를 했지만 각 채널에서 여전히 옛날 공식을 답습했던 데다 새 도전을 찾아 떠난 PD들이 남겨둔 프로그램까지도 여전히 이어졌다는 기존 예능프로그램 문제점 탓인지 정규편성되지 못했다.

## 출연
- 방탄소년단
- 비투비
- 세븐틴
- 러블리즈
- 여자친구
- 트와이스
- AOA
- EXID
- B.A.P
- 소나무
- CLC
- 브레이브 걸스
- 나인뮤지스
- 몬스타엑스
- 엔플라잉
- 업텐션
- 라붐
- 틴탑